# Tepexi de Rodríguez (kommun)
Tepexi de Rodríguez är en kommun i Mexiko.   Den ligger i delstaten Puebla, i den sydöstra delen av landet, 160 km sydost om huvudstaden Mexico City.
Följande samhällen finns i Tepexi de Rodríguez:
- Tepexi de Rodríguez
- Colonia Morelos
- Moralillo
- Chapultepec
- Agua Santa Ana
- Mariscala
- Loma San Francisco
- Loma Cajón
- Cañada Coyote
- San Miguel Ipaltepec
- San Pablo Ameyaltepec
- Cañada Xóchitl Sección Segunda
- El Ranchito